# سرديان أندريتش
سرديان أندريتش (بالكرواتية: Srđan Andrić)‏ (5 يناير 1980 في كرواتيا - ) هو لاعب كرة قدم كرواتي في مركز الوسط. شارك مع منتخب كرواتيا تحت 19 سنة لكرة القدم ومنتخب كرواتيا تحت 21 سنة لكرة القدم ومنتخب كرواتيا لكرة القدم. أما مع النوادي، فقد لعب مع باناثينايكوس ونادي الوحدة وهايدوك سبليت.

## مسيرته الكروية
لعب سرديان أندريتش خلال مسيرته الاحترافية مع 3 أندية في أربعة عشر موسمًا وسجل خلالها 29 هدفًا ضمن 248 مباراة. حيث فاز في ثلاثة مواسم بالكأس وفي موسمين بالدوري.
خاض سرديان أندريتش مسيرته مع نادي هايدوك سبليت في موسم 1999–00 في المرة الأولى ليلعب معه خمسة مواسم ثم في موسم 2007–08 ليلعب معه خمسة مواسم، مشاركًا طوالها في 200 مباراة سجل خلالها 25 هدفًا. ثم انتقل إلى نادي باناثينايكوس في موسم 2004–05 واستمر معه طيلة ثلاثة مواسم، حيث شارك في 25 مباراة سجل خلالها هدفين. لينتقل بعدها إلى نادي الوحدة في موسم 2012–13 لمدة موسم واحد، مشاركًا في 23 مباراة سجل خلالها هدفين أيضًا.

## وصلات خارجية
- سرديان أندريتش على موقع الاتحاد الدولي (مؤرشف)  (الإنجليزية)
- سرديان أندريتش على موقع اتحاد كرواتيا (الكرواتية)
- سرديان أندريتش على موقع قاعدة بيانات كرة القدم.إي يو (الإنجليزية)
- سرديان أندريتش على موقع ناشيونال فوتبول تيمز (الإنجليزية)
- سرديان أندريتش على موقع Soccerway.com (الإنجليزية)
- سرديان أندريتش على موقع عالم كرة القدم.نت (الإنجليزية)